# Trešnjevka - sjever

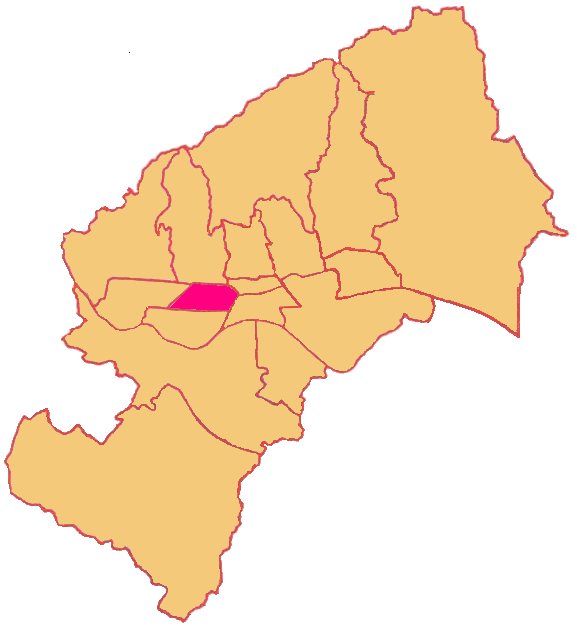
Locatie van district in Zagreb

Trešnjevka - sjever is een van de stadsdelen van de Kroatische hoofdstad Zagreb. Het stadsdeel is gelegen aan de westelijke kant van de stad en heeft (per 2001) 55.358 inwoners.

## Wijken in Trešnjevka – sjever
- "Antun Mihanović"
- Ciglenica
- "Dr. Ante Starčević"
- Ljubljanica
- "Nikola Tesla"
- Pongračevo
- Rudeš
- Samoborček
- "Silvije Strahimir Kranjčević"
- Stara Trešnjevka